# Sony Xperia Z (serie)

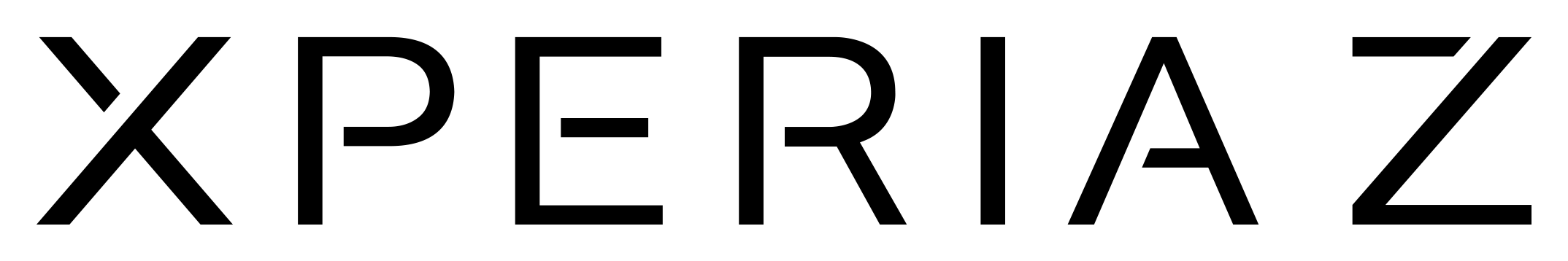
Logo della serie Xperia Z

La serie Sony Xperia Z è una famiglia di dispositivi mobili prodotti da Sony, tutti equipaggiati con sistema operativo Android. La famiglia include smartphone e tablet.

## Modelli Smartphone

### Serie Z
Xperia Z 
Al CES 2013 di Las Vegas, Sony ha annunciato il Sony Xperia Z. Si tratta di uno smartphone con un display da 5 pollici in Full HD, 2 GB di memoria RAM e processore Qualcomm APQ8064+MDM9215M Quad Core da 1,5 GHz. È inoltre resistente all'acqua (IP55 e IP57) e alla polvere (IP55). Dopo la sua uscita, altre aziende hanno puntato su smartphone resistenti all'acqua e alla polvere tra cui Samsung con il Samsung Galaxy S4 Active e il Samsung Galaxy S5. L'Xperia Z ha inoltre vinto il premio di "Best Smartphone" e "Best of Show" al CES 2013.
 Xperia ZR 
Inizialmente annunciato al CES 2013, il Sony Xperia ZR è uno smartphone di fascia media con un display da 4.55 pollici, 2 GB di memoria RAM e processore Qualcomm APQ8064+MDM9215M Quad Core da 1,5 GHz. È inoltre resistente all'acqua (IP55 e IP58) e alla polvere (IP55). È stato rilasciato in Giappone il 17 maggio 2013 con il nome di "Xperia A".
 Xperia ZL 
Si presenta con lo stesso hardware del Sony Xperia Z, ma perde la resistenza all'acqua e alla polvere. Presenta inoltre una batteria leggermente più grande.

### Serie Z1
Xperia Z1 
Inizialmente annunciato all'IFA 2013 di Berlino, il Sony Xperia Z1 è uno smartphone con un display da 5 pollici, 2 GB di memoria RAM e processore Qualcomm MSM8974 quad core da 2,2 GHz. È inoltre resistente all'acqua (IP55 e IP58) e alla polvere (IP55). A differenza del predecessore Sony Xperia Z, presenta una fotocamera da 20.7 megapixel, un display con tecnologia Trilumios e batteria di maggiore durata.
 Xperia Z1s 
Annunciato al CES 2014, il Sony Xperia Z1s si presenta come una versione leggermente modificata rispetto al Sony Xperia Z1. Si tratta di un'esclusiva T-Mobile, quindi rilasciato esclusivamente negli Stati Uniti.
 Xperia Z1 Compact 
Inizialmente annunciato al CES 2014, il Sony Xperia Z1 Compact si presenta come uno smartphone compatto di fascia alta: possiede infatti le stesse caratteristiche del Sony Xperia Z1, con l'unica differenza di avere un display da 4.3 pollici anziché 5.

### Serie Z2
Xperia Z2 
Inizialmente annunciato al MWC 2014, il Sony Xperia Z2 è uno smartphone con un display da 5.2 pollici, 3 GB di memoria RAM e processore Qualcomm Snapdragon 801. È inoltre resistente all'acqua (IP55 e IP58) e alla polvere (IP55). A differenza del predecessore Sony Xperia Z, presenta un display più grande, una maggiore autonomia, registrazione video fino al 4K, maggiore memoria RAM e una Xperia UI ottimizzata.

### Serie Z3
Xperia Z3 
Annunciato all'IFA 2014 di Berlino. Presenta le stesse caratteristiche del suo predecessore Sony Xperia Z2, con le uniche differenze di avere un telecomando remoto e supporto di microSD fino a 128 GB. È stato rilasciato a settembre 2014.
 Xperia Z3 Compact 
Si presenta con lo stesso hardware del Sony Xperia Z3, ad eccezione della memoria RAM che passa a 2 GB e del display che è da 4,6" con risoluzione HD (1280x720 pixel) e presenta inoltre una batteria più piccola da 2600 mAh.
 Xperia Z3+ 
Evoluzione dello Z3, presenta uno spessore ridotto a 6.9 mm e una batteria leggermente più piccola da 2930 mAh. Sul lato hardware cambia il processore che diventa il Qualcomm Snapdragon 810 e la memoria interna passa a 32 GB.

### Serie Z5
Xperia Z5 
Presentato all'IFA 2015 di Berlino come i suoi predecessori, presenta un hardware identico allo Z3+ (Snapdragon 810, 3 GB RAM e 32 di memoria interna) con una batteria leggermente più piccola di 2900 mAh e una fotocamera da 23 megapixel e introduce solo delle piccole differenze estetiche come la presenza del sensore biometrico per il riconoscimento delle impronti digitali.
 Xperia Z5 Compact 
Possiede 2 GB di RAM, un display da 4,6" con risoluzione HD (1280x720 pixel) e una batteria da 2700 mAh. Per il resto le caratteristiche sono identiche.
 Xperia Z5 Premium 
Presenta un display da 5,5" con risoluzione 4K ed è il primo dispositivo mobile a montarlo. Inoltre ha una batteria di maggiori dimensioni da 3430 mAh.